# Sainte-Honorine-la-Chardonne
Sainte-Honorine-la-Chardonne är en kommun i departementet Orne i regionen Normandie i nordvästra Frankrike. Kommunen ligger i kantonen Athis-de-l'Orne som tillhör arrondissementet Argentan. År 2022 hade Sainte-Honorine-la-Chardonne 681 invånare.

## Befolkningsutveckling
Antalet invånare i kommunen Sainte-Honorine-la-Chardonne
| Referens: INSEE |